# Абазинський район
Абазинський муніципальний район (абаз. Абаза район, карач.-балк. Абаза район, кабард. Абазе к'едзиг'уе
) — адміністративний район і муніципальне утворення в складі Карачаєво-Черкеської Республіки. Названий за іменим абазинів.
Адміністративний центр — аул Інжич-Чукун.

## Географія
Площа району — 300 км².

## Історія
Район утворений 1 червня 2006 року в результаті референдуму, проведеного в районах компактного проживання абазин, з частини території Прикубанського,  Усть-Джегутинського і Хабезького районів, після протестних виступів абазин в Черкеську в червні 2005 року і рішення Надзвичайного з'їзду Абазинська народу 27 червня 2005 року, який закликав створити Абазинський район з усіх тринадцяти Абазинських сіл і включити тепличний комбінат «Південний» в межі аулу Кубіна
До складу нового району увійшли п'ять населених пунктів — аул Кубіна (Усть-Джегутинський район), аули Псиж і Кара-Паго (Прикубанський район), аули Ельбурган і Інжич-Чукун (Хабезький район).
Нові органи влади і управління Абазинського району були повністю сформовані до 1 січня 2009 року.

## Адміністративний поділ
До складу Абазинська району входять п'ять сільських поселень:
- Інжич-Чукунське сільське поселення — аул Інжич-Чукун
- Каро-Пагське сільське поселення — аул Кара-Паго
- Кубинське сільське поселення — аул  Кубіна
- Псижське сільське поселення — аул Псиж
- Ельбурганське сільське поселення — аул Ельбурган

## Населення
Національний склад населення:
| Народ               | Чисельність в 2010 році, чоловік | Частка в населенні району, % |
| ------------------- | -------------------------------- | ---------------------------- |
| Абазинці            | 14808                            | 87,12                        |
| Черкеси             | 853                              | 5,02                         |
| Росіяни             | 690                              | 4,06                         |
| Карачаївці          | 327                              | 1,92                         |
| Ногайці             | 59                               | 0,35                         |
| Татари              | 50                               | 0,29                         |
| Абхази              | 41                               | 0,24                         |
| інші національності | 169                              | 0,99                         |

## Економіка
Технічна трудність функціонування нового району полягає в тому, що два з п'яти сіл — Ельбурган і Інчиж-Чукун — знаходяться на значному транспортному віддаленні від трьох інших (стара гірська дорога, що сполучає їх з Кубіною, не відповідає стандартам безпеки і часто зовсім не придатна для їзди). У зв'язку з цим в майбутньому планується проведення ремонтних робіт на ділянках автодоріг Кош-Хабл — Інжич-Чукун, Кара-Паго — Черкеськ, Ельбурган — Кубіна, Кара-Паго — Кубіна, Кара-Паго — Кош-Хабл, Інжич-Чукун -Кубіна.